# Bahnhof Kōzōji
Der Bahnhof Kōzōji (jap. 高蔵寺駅, Kōzōji-eki) ist ein Bahnhof auf der japanischen Insel Honshū. Er wird gemeinsam von den Bahngesellschaften JR Central und Aichi Kanjō Tetsudō (Aikan) betrieben und befindet sich in der Präfektur Aichi auf dem Gebiet der Stadt Kasugai.

## Verbindungen
Kōzōji ist ein Trennungsbahnhof an der Chūō-Hauptlinie, einer der bedeutendsten Bahnstrecken Japans, die Nagoya mit Shiojiri, Kōfu und Tokio verbindet. Im Umland von Nagoya werden die auf dieser Strecke verkehrenden Züge von JR Central betrieben. Hier zweigt außerdem die Aichi-Ringlinie der Bahngesellschaft Aichi Kanjō Tetsudō ab, die via Toyota nach Okazaki verläuft.
Auf der Chūō-Hauptlinie besteht ein dichtes Angebot an Nahverkehrszügen, wobei fast die Hälfte von ihnen den Bahnhof Kōzōji als Wendepunkt nutzt. In südwestlicher Richtung verkehren sie über Kachigawa, Ōzone und Kanayama zum Bahnhof Nagoya – tagsüber acht- bis neunmal stündlich, während der morgendlichen Hauptverkehrszeit bis zu 13 Mal stündlich. In nordöstlicher Richtung werden in der Regel fünf Züge je Stunde angeboten, während der abendlichen Hauptverkehrszeit bis zu sieben. An allen Zwischenbahnhöfen halten Lokalzüge von Nagoya nach Kōzōji, Tajimi oder Nakatsugawa. Hinzu kommen Rapid-Eilzüge von Nagoya nach Nakatsugawa sowie zwei tägliche Home-Liner-Schnellzüge von Nagoya nach Mizunami. Auf der Aichi-Ringlinie verkehren die Züge in einem ungewöhnlichen 16-Minuten-Takt und mit Halt an allen Zwischenbahnhöfen. Einzelne Züge während der morgendlichen Hauptverkehrszeit werden zur Chūō-Hauptlinie durchgebunden und fahren weiter bis nach Nagoya.
Kōzōji ist auch ein bedeutender Knotenpunkt des lokalen und regionalen Busverkehrs. Auf dem nördlichen Bahnhofsvorplatz steht ein ausgedehnter Busterminal mit fünf Bussteigen, die von über einem Dutzend Linien der Gesellschaft Meitetsu Bus bedient werden. Ein kleinerer Busterminal ist rund um den kreisverkehrsförmigen südlichen Bahnhofsvorplatz gruppiert; hier hält je eine Linie von Meitetsu Bus und Kasugai City Bus sowie des Verkehrsamts der Stadt Nagoya.

## Anlage
Der Bahnhof steht an der Grenze zwischen den Stadtteilen Kōzōjichō im Süden und Kōzōjichōkita im Norden, die beide dicht besiedelt sind. Von Bedeutung ist insbesondere die nördlich gelegene Großwohnsiedlung Kōzōji New Town mit fast 40.000 Einwohnern, die wesentlich zum ausgeprägten Pendlerverkehr beiträgt. In südlicher Richtung erstreckt sich eine Einkaufsstraße mit zahlreichen Läden. 
Die Anlage ist von Westen nach Osten ausgerichtet und umfasst fünf Gleise, die alle dem Personenverkehr dienen. Diese liegen auf einem Viadukt an drei überdachten Mittelbahnsteigen, wobei der mittlere nur ein Gleis erschließt. Es gibt kein eigentliches Empfangsgebäude, stattdessen sind die Publikumsanlagen ebenerdig unter dem Viadukt angeordnet. Ein breiter Durchgang stellt die Verbindung zwischen dem südlichen und nördlichen Bahnhofsvorplatz her. Die Bahnsteige wiederum sind über Treppen, Rolltreppen und Aufzüge erreichbar.
Im Fiskaljahr 2019 nutzten durchschnittlich 51.935 Fahrgäste täglich den Bahnhof. Davon entfielen 40.806 auf JR Central und 11.129 auf die Aichi Kanjō Tetsudō.

## Bilder

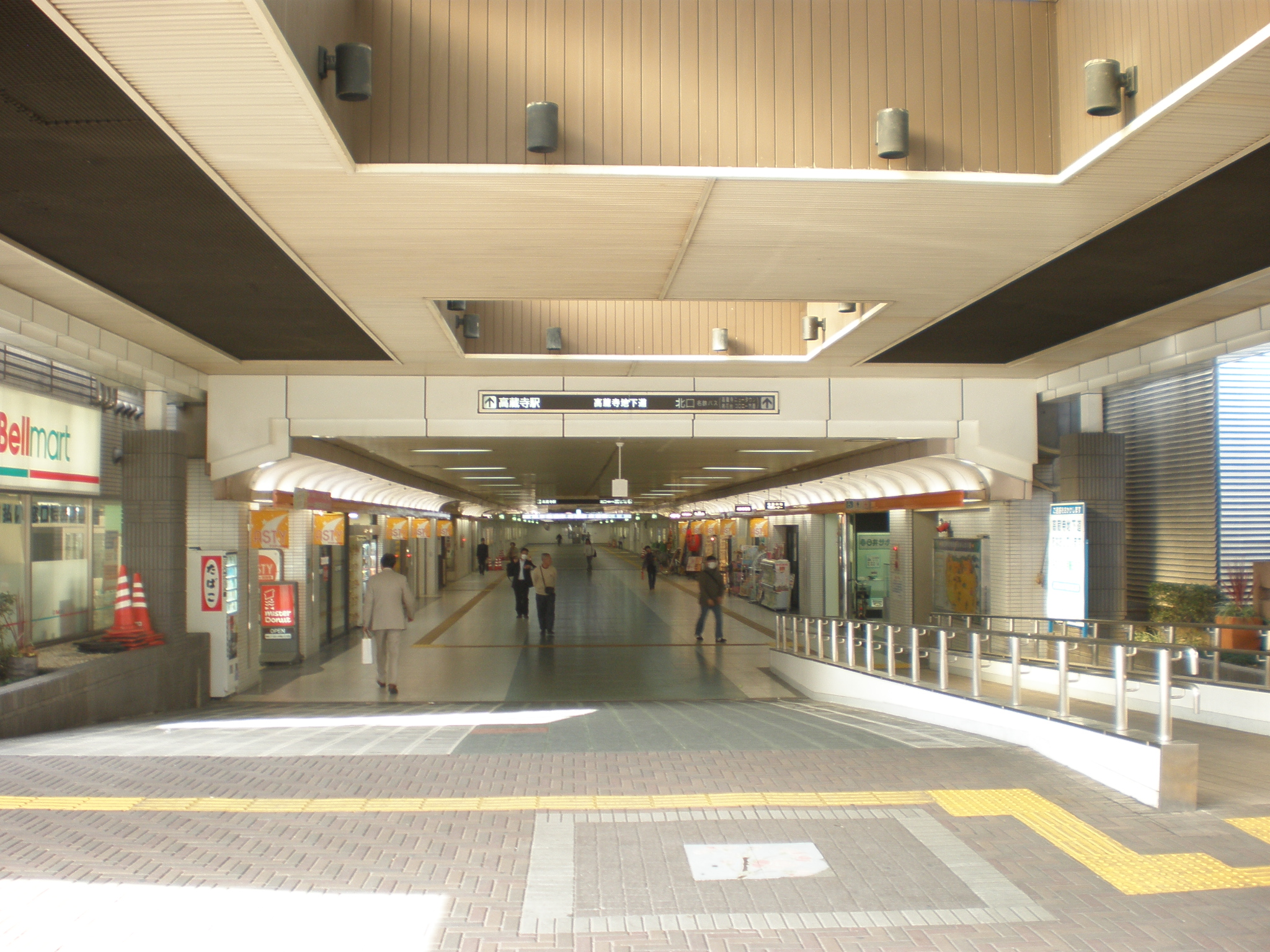
Südeingang
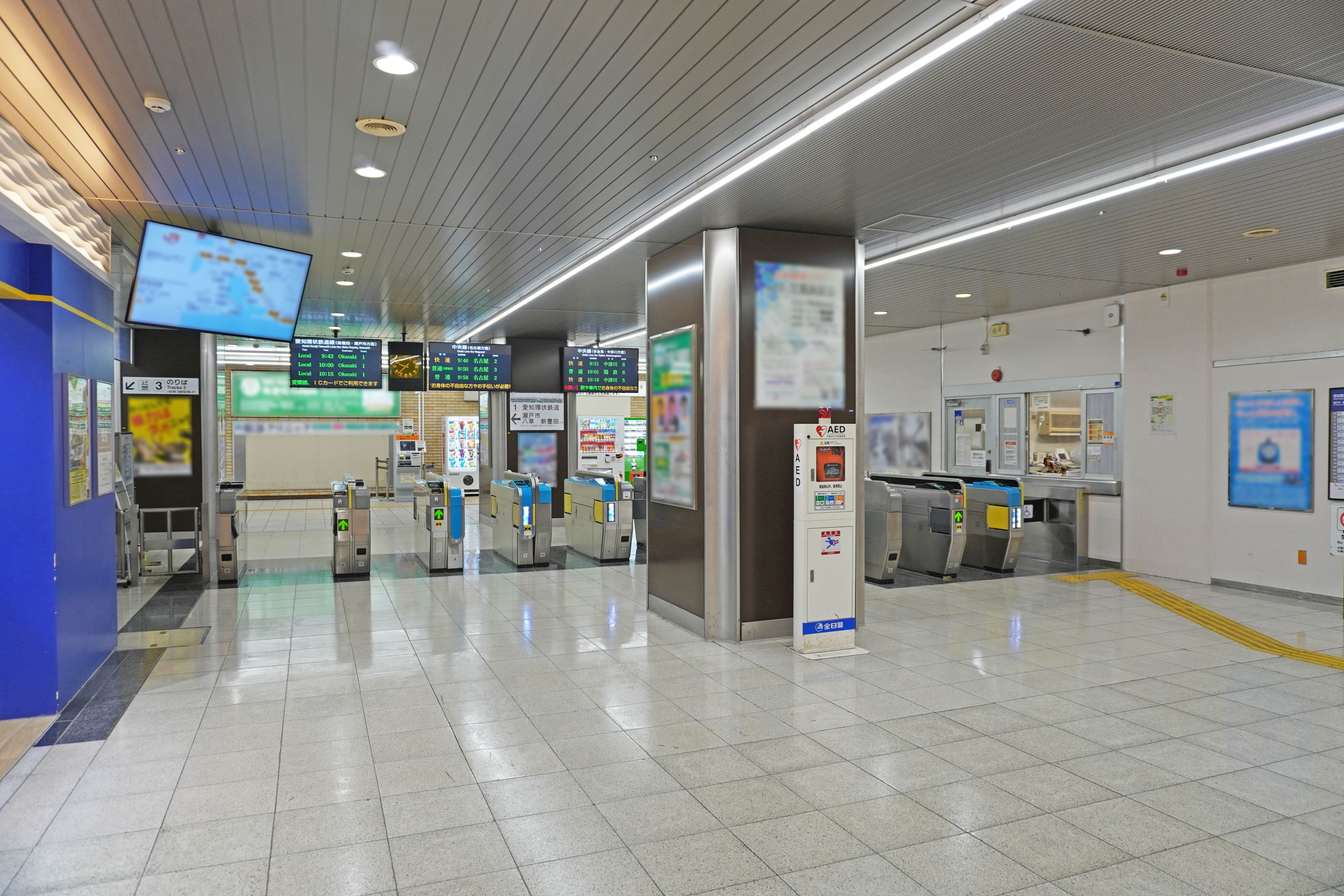
Bahnsteigsperren
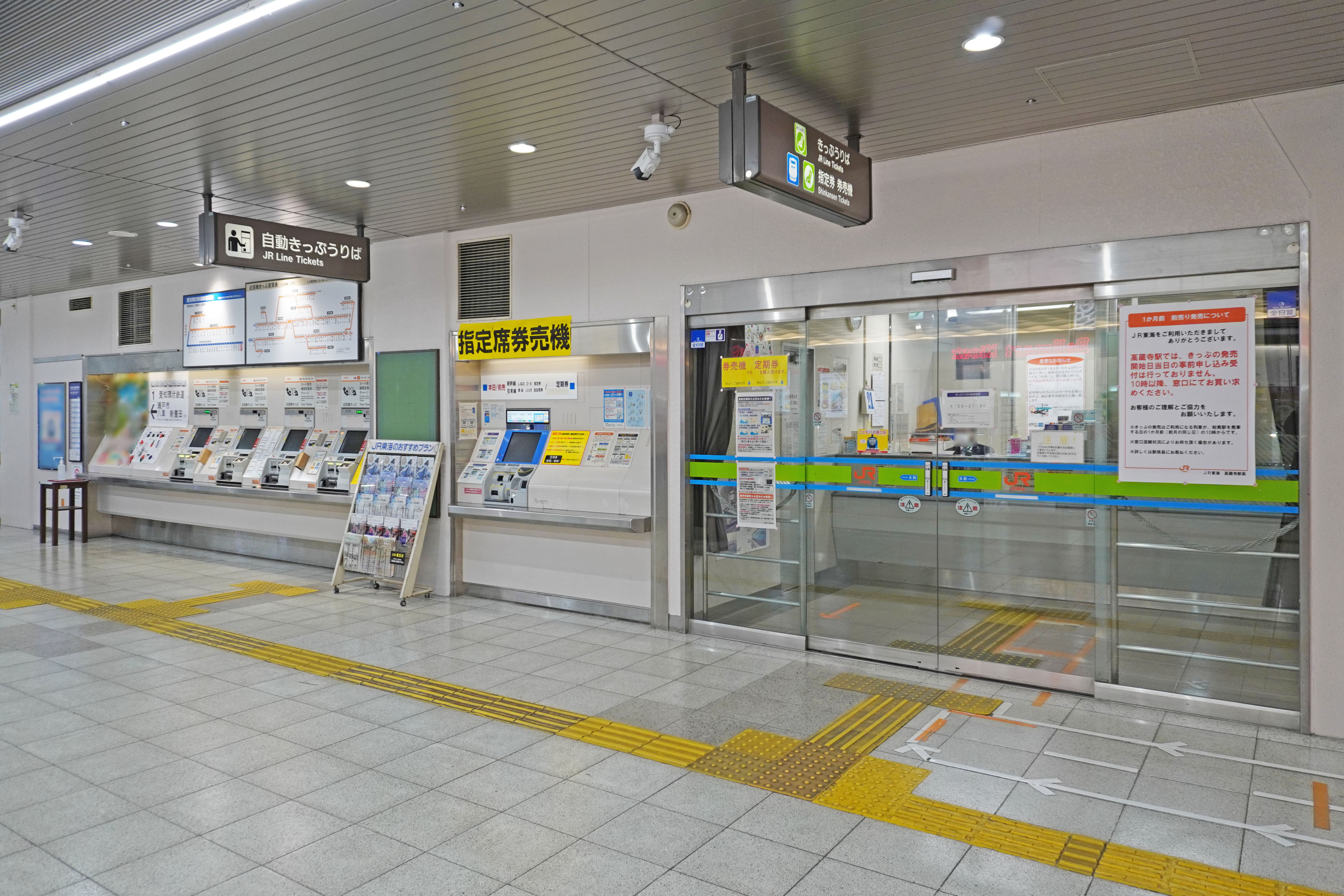
Fahrkartenautomaten
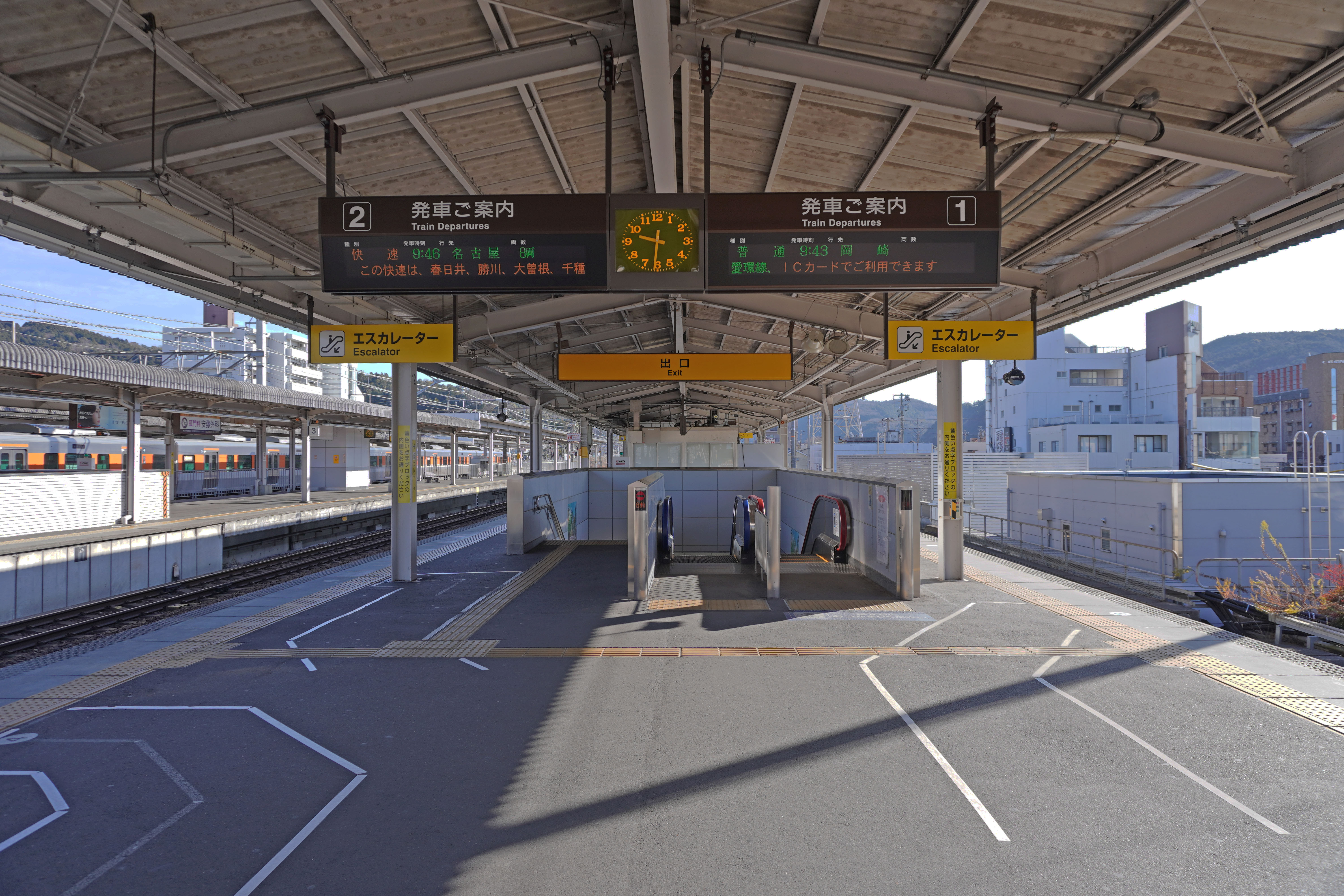
Bahnsteig 1/2
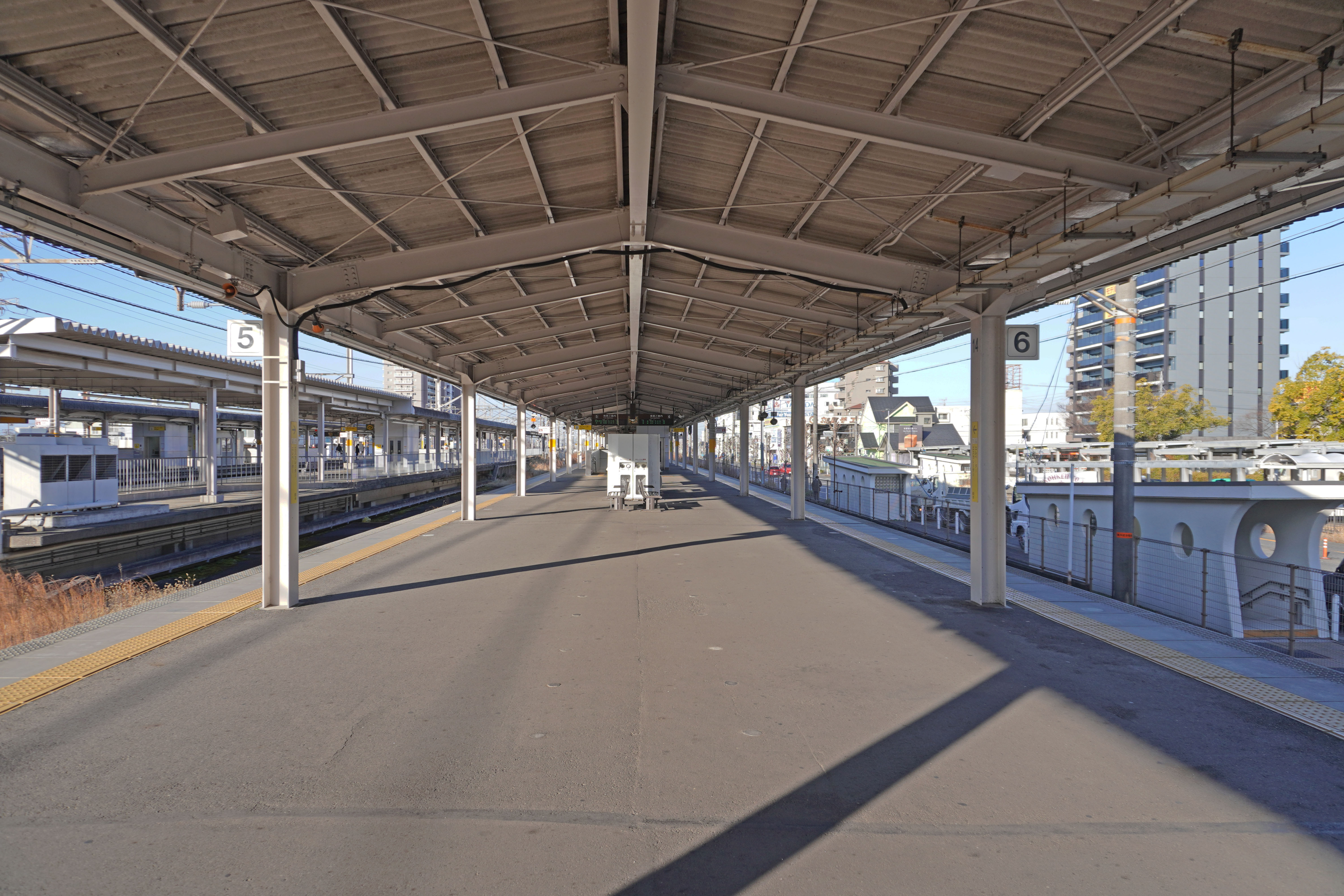
Bahnsteig 5/6
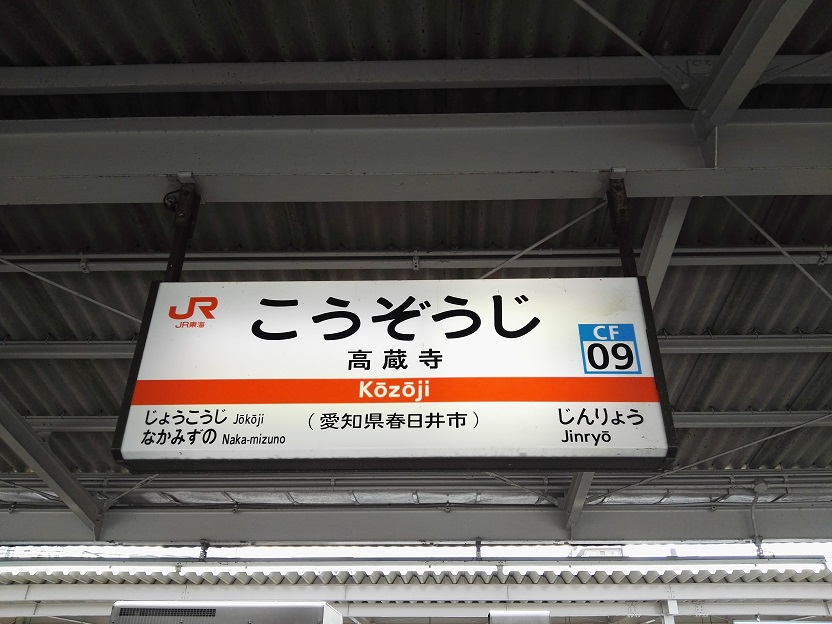
Bahnhofsschild (Februar 2019)

## Gleise
| 1   | ▉ Aichi-Ringlinie | Setoshi • Yakusa • Shin-Toyota • Okazaki    |
| 2/3 | ▉ Chūō-Hauptlinie | Ōzone • Kanayama • Nagoya                   |
| 5   | ▉ Aichi-Ringlinie | Durchgebundene Züge von der Chūō-Hauptlinie |
| 5   | ▉ Chūō-Hauptlinie | Tajimi • Nakatsugawa                        |
| 6   | ▉ Chūō-Hauptlinie | Tajimi • Nakatsugawa                        |

## Linien
| Verlauf der Chūō-Hauptlinie |
| --- |
| Takao • Sagamiko • Fujino • Uenohara • Shiotsu • Yanagawa • Torisawa • Saruhashi • Ōtsuki • Hatsukari • Sasago • Kai-Yamato • Katsunuma-budōkyō • Enzan • Higashi-Yamanashi • Yamanashishi • Kasugaichō • Isawa-Onsen • Sakaori • Kōfu • Ryūō • Shiozaki • Nirasaki • Shimpu • Anayama • Hinoharu • Nagasaka • Kobuchizawa • Shinano-Sakai • Fujimi • Suzurannosato • Aoyagi • Chino • Kami-Suwa • Shimo-Suwa • Okaya • Midoriko • Shiojiri • Seba • Hideshio • Niekawa • Kiso-Hirasawa • Narai • Yabuhara • Miyanokoshi • Harano • Kiso-Fukushima • Agematsu • Kuramoto • Suhara • Ōkuwa • Nojiri • Jūnikane • Nagiso • Tadachi • Sakashita • Ochiaigawa • Nakatsugawa • Mino-Sakamoto • Ena • Takenami • Kamado • Mizunami • Tokishi • Tajimi • Kokokei • Jōkōji • Kōzōji • Jinryō • Kasugai • Kachigawa • Shin-Moriyama • Ōzone • Chikusa • Tsurumai • Kanayama • Nagoya Tatsuno-Zweigstrecke: Okaya • Kawagishi • Tatsuno • Shinano-Kawashima • Ono • Shiojiri |

| Verlauf der Aichi-Ringlinie |
| --- |
| Okazaki • Mutsuna • Naka-Okazaki • Kita-Okazaki • Daimon • Kitano-Masuzuka • Mikawa-Kamigō • Ekaku • Suenohara • Mikawa-Toyota • Shin-Uwagoromo • Shin-Toyota • Aikan-Umetsubo • Shigō • Kaizu • Homi • Sasabara • Yakusa • Yamaguchi • Setoguchi • Setoshi • Nakamizuno • Kōzōji |

## Geschichte
Das staatliche Eisenbahnamt (das spätere Eisenbahnministerium) eröffnete den Bahnhof am 25. Juli 1900, zusammen mit dem Abschnitt Nagoya–Tajimi der Chūō-Hauptlinie. Jahrzehntelang war Kōzōji ein wenig bedeutender Vorortbahnhof, der nur vom alten Stadtzentrum an der Südseite her zugänglich war. Die rasche Entwicklung der Kōzōji New Town in den 1960er Jahren zwang die Japanische Staatsbahn zu einem markanten Ausbau. Ab 20. Dezember 1968 bestand auch ein Zugang von der Nordseite her. Aus Rationalisierungsgründen stellte die Staatsbahn am 1. Oktober 1978 den Güterumschlag ein. Im Rahmen der Staatsbahnprivatisierung ging der Bahnhof am 1. April 1987 in den Besitz der neuen Gesellschaft JR Central über.
Ende der 1950er Jahre begannen die Planungen für die Seto-Linie, die Setoshi mit Kōzōji und Inazawa verbinden sollte. Der Baufortschritt war aufgrund finanzieller Engpässe äußerst langsam und erlahmte bald. Schließlich sah sich die Staatsbahn 1985 dazu gezwungen, auf den westlichen Abschnitt nach Iwajima zu verzichten und den östlichen Abschnitt mit einem weiteren Projekt, der Okata-Linie, zusammenzulegen. Daraus entstand in der Folge die heutige Aichi-Ringlinie. Da die Staatsbahn den Zugbetrieb aus finanziellen Gründen nicht selber durchführen wollte, strebte sie die Auslagerung an ein Unternehmen des dritten Sektors an. Noch bevor dieses Vorhaben umgesetzt werden konnte, wurde am 1. April 1987 die Staatsbahnprivatisierung vollzogen und die Nachfolgegesellschaft JR Central übernahm vorübergehend die Verantwortung.
Am 31. Januar 1988 ging die Aichi-Ringlinie an die Aichi Kanjō Tetsudō über, die am selben Tag das fertiggestellte Teilstück zwischen Shin-Toyota und Kōzōji in Betrieb nahm. Im Hinblick auf die Weltausstellung Expo 2005 erhielt der Streckenabschnitt Setoshi–Kōzōji ein zweites Gleis, das am 3. Oktober 2004 in Betrieb genommen wurde.